# Empoli Football Club 1950-1951
Questa voce raccoglie le informazioni riguardanti l'Empoli Football Club nelle competizioni ufficiali della stagione 1950-1951.

## Rosa
| N. |                   | Ruolo | Calciatore        |
| -- | ----------------- | ----- | ----------------- |
|    | Italia (bandiera) | A     | Nibbio Bacci      |
|    | Italia (bandiera) | P     | Giuseppe Berni    |
|    | Italia (bandiera) | C     | Osvaldo Biancardi |
|    | Italia (bandiera) | C     | B. Bini           |
|    | Italia (bandiera) | A     | Dionigio Borsari  |
|    | Italia (bandiera) | A     | Giulio Cecioni    |
|    | Italia (bandiera) | D     | Eliano Cioni      |
|    | Italia (bandiera) | C     | Ennio Cinelli     |

| N. |                   | Ruolo | Calciatore       |
| -- | ----------------- | ----- | ---------------- |
|    | Italia (bandiera) | C     | Roberto Croci    |
|    | Italia (bandiera) | A     | Giuseppe D'Avino |
|    | Italia (bandiera) | A     | Vittorio Ercoli  |
|    | Italia (bandiera) | D     | G. Fabiani       |
|    | Italia (bandiera) | P     | E. Parissi       |
|    | Italia (bandiera) | D     | Renato Pastori   |
|    | Italia (bandiera) | C     | Enrico Rovini    |